# فایرفلای (فیلم)
فایرفلای (انگلیسی: The Firefly) فیلمی در ژانر موزیکال به کارگردانی رابرت زی. لنرد و جوزف م. نیومن است که در سال ۱۹۳۷ منتشر شد.

## بازیگران
- جانت مک‌دانلد
- آلن جونز
- وارن ویلیام
- بیلی گیلبرت
- هنری دانیل
- رابرت زی. لنرد
- دنیس اوکیف
- بل میچل
- رایلی هیل
- آلبرتینا راش
- لستر دُر
- فرانک کامپائو